# باشگاه فوتبال خالاپا (نیکاراگوئه)
دپورتیوو خالاپا یک تیم فوتبال نیکاراگوئه‌ای است که در سطح اول کشور بازی کرده است. آنها در خالاپا مستقر بودند.